# آوی باخنهایمر
آوی باخنهایمر (به انگلیسی: Avi Bachenheimer) (متولد ۱۹۸۵ میلادی) نویسنده، محقق، استاد دانشگاه و باستان‌شناس استرالیایی دانشگاه کمبریج است که ریاست دفتر پژوهش‌های مؤسسه مطالعات تاریخ و جامعه ایران باستان را بر عهده دارد. نخستین مطالعات باستان‌شناسی بر روی آرامگاه ناتمام داریوش سوم در تخت جمشید توسط وی صورت گرفته و نخستین فرهنگ لغات زبان هخامنشی فارسی باستان نیز زیر نظر او جمع‌آوری شده‌است. تأثیر او بر نقد و بررسی تاریخ‌نگاری هخامنشی «بسیار مهم» ارزیابی شده‌است.

## تحصیلات
باخنهایمر در سال ۱۳۹۳ خورشیدی تحصیلات مقدماتی خود را با دریافت دو مدرک کارشناسی در رشته‌های تاریخ و باستان‌شناسی در دانشگاه استرالیای غربی به پایان برد. او سپس برای مطالعات کارشناسی ارشد زیر نظر ایران‌شناس برجسته برایان بازورث به تحقیق و پژوهش در زمینه آرامگاه ناتمام داریوش سوم پرداخت. او به زبان‌های انگلیسی، فرانسوی، فارسی، فارسی باستان، عربی و عبری مسلط است.
آوی باخنهایمر پیش از این در دانشکده فنی استرالیای غربی به تدریس زبان‌های خاور نزدیک باستان پرداخته و جایزه ویژه مؤسسه مطالعات تاریخ و جامعه ایران باستان را برای «پروژهٔ وشنا: بانک اطلاعاتی تپه‌های باستانی ایران» در سال ۱۳۹۶ دریافت نموده‌است. تخصص او در زمینه تاریخ و باستان‌شناسی هخامنشی منجر به همکاری نزدیک وی با موزه ملی ایران و سازمان آموزشی، علمی و فرهنگی ملل متحد یونسکو شده‌است.

## اکتشافات
از آثار کشف‌شده توسط باخنهایمر می‌توان به یافتن امضای سنگ تراشان نقوش قبر ناتمام داریوش سوم اشاره کرد.

## فعالیت‌ها
همکاری در تحقیقات
- آرامگاه ناتمام داریوش سوم
- دروازه ناتمام اردشیر سوم
- ایوان قدمگاه